# (14820) Aizuyaichi
(14820) Aizuyaichi est un astéroïde de la ceinture principale.

## Description
(14820) Aizuyaichi est un astéroïde de la ceinture principale. Il fut découvert le 14 novembre 1982 à Kiso par Hiroki Kosai et Kiichiro Hurukawa. Il présente une orbite caractérisée par un demi-grand axe de 2,16 UA, une excentricité de 0,21 et une inclinaison de 3,3° par rapport à l'écliptique.

## Compléments